# Руські фільварки
Ру́ські фільва́рки — мікрорайон Кам'янця-Подільського, раніше — його передмістя. Спочатку називалися Руські гумниська, потім — Руські фільварки. 1865 року перейменовано на Маріїнську слободу, але нова назва не прижилася. Складаються з власне Руських фільварків (на горбистому півострові, утвореному черговим вигином Смотрича) і прямокутного буфера між Руськими фільварками та Новим Планом.

## Історія
1895 року Юхим Сіцінський писав: «У цій місцевості трапляються сліди перебування первісної людини: у землі знаходять кам'яні знаряддя — сокири, ножі та ін. Що ж до історичних часів, то деякі дослідники стверджують, що за часів Коріятовичів і раніше це місце було заселене, що тут був православний монастир».
У XVI—XVII століттях у місцевості теперішніх Руських фільварків був господарський склад (фільварок, гумнисько) міщан руської (української) юрисдикції Кам'янця-Подільського.
З початком XVIII століття на Руських фільварках оселилися селяни, які 1736 року вже були зобов'язані відбувати панщину. 1765 року тут жило і 19 євреїв. Земля Руських фільварків у XVIII столітті постійно йшла в оренду, приносячи значний дохід місту.
1796 року на Руських фільварках було 96 будинків, в яких мешкало 294 особи — 146 чоловіків і 148 жінок. Серед поселенців були, зокрема:
- осіла шляхта — 11 будинків, 42 мешканці;
- міщани — 3 будинки, 9 мешканців;
- солдати колишнього польського війська — 25;
- селяни-кріпаки — 47 будинків, 194 мешканці;
- селяни, що не мали осілості — 24.

1805 року ґрунти, зараховувані до Руських фільварків, йшли в оренду і налічували 524 морги. Орендарем був єврей Мошко Беркович, який вносив на рік 259 рублів орендної плати. Селян (чоловічих душ) значилося 106, шляхти — 18, міщан — 4.
1809 року всю землю Руських фільварків приєднали до загальноміських земель, а селяни стали чиншовиками. Залишилося тільки кілька кріпаків, що були на так званих юридиках (таких на території Руських фільварків було дві). Після приєднання цих юридик до державних маєтків ці кріпаки стали державними селянами.

## Юридики
У межах Руських фільварків було дві юридики — Кармелітська і Тринітарська.
Кармелітська юридика — це земельна ділянка, надана кармелітському кляштору як город для розведення овочів. 1833 року відійшла до казни. Обіймала 1162 квадратні сажні землі (0,48 десятини). Тут 1871 року мешкало 27 колишніх державних селян, а також один чиншовик, 1888 року налічувалося 7 дворів.
Тринітарська юридика була надана тринітаріям у XVIII столітті для розведення городини. Вона мала 1305 квадратних сажнів (0,54 десятини). Тринітарська юридика, як і Кармелітська, 1833 року відійшла до казни. На початку 1890-х років там було 20 хат чиншовиків.

## Монастир і церква
Юхим Сіцінський зазначав, що «є звістка, що на Руських фільварках був у давнину, ще за Коріятовичів або навіть раніше, православний Воскресенський монастир, а по його закритті кам'янецький староста Феодор Бучацький 1452 року влаштував Воскресенську парафіяльну церкву та дав їй землю з десятьма селянами» .
Згідно з актом 1646 року про розділ міських ґрунтів між руською та вірменською громадами, земля Воскресенської церкви значилася за річкою Мукшею, між землями міста та сіл Баговиця, Кульчіївці та Панівці. Під час турецького панування на Поділлі (1672—1699 роки) ця церква перестала існувати. Близько 1730 року на Руських фільварках збудували нову дерев'яну церкву (греко-католицьку) також на честь Воскресіння Христового. Вона була предметом довгих суперечок між міським магістратом і василіянами, що зайняли Троїцьку церкву в Кам'янці-Подільському.
Магістрат вказував, що право презентувати або рекомендувати священиків у цю церкву здавна належить міській громаді, а василіяни оскаржували це право, оскільки вважали, що Воскресенська церква, згідно з давнім порядком, приписана до Троїцької церкви. Справа доходила і до королівської суду, і до кулачної розправи міщан із василіянами, які близько 1736 року захопили Воскресенську церкву. Зрештою василіяни відступили: із середини XVIII століття при Воскресенській церкві були самостійні священики з білого духовенства, рекомендовані кам'янецьким магістратом.
За описом візитації 1758 року, Воскресенська церква була «структури пристойної, на зразок костелика, з однією банею посередині і бабинцем (притвором), прибудованим 1751 року».
Тоді при церкві існувало два братства: чоловіче Воскресенське, що мало свій статут, затверджений 1745 року єпископом Атанасієм Шептицьким, та жіноче ім. святої великомучениці Катерини, встановлене 1752 року єпископом Львом Шептицьким. Жіноче братство мало свою ікону святої Катерини, яка розміщалася в церкві зліва в особливому кіоті, або вівтарику, з різними різьбленими золоченими та фарбованими орнаментами.
Та ж візитація 1758 року зауважує, що настоятель Воскресенської церкви не користувався тоді дарунком Бучацького, оскільки магістрат Кам'янця відібрав землю. Проте через кілька років магістрат наділив церкву землею, а 1771 року видав ерекцію (дарчий запис) на цю землю.
Воскресенська церква, побудована близько 1730 року, проіснувала років 50. 1783 року, внаслідок її старості, було розпочато будівництво на Руських фільварках нової церкви на честь Покрови Пресвятої Богородиці. Цю церкву було закладено 13 (24) липня 1783 року старанням греко-католицького офіціала, настоятеля кам'янецької Миколаївської церкви, Андрія Ільяшевича й освячено 1785 року. Вона була дерев'яною (з ялинового дерева), з однією банею. 23 лютого (6 березня) 1795 року цю церкву, як греко-католицьку, приєднали до православ'я, хоча її настоятель Йоан Сугак залишився греко-католиком. Проіснувала ця церква до 1860-х років.
1845 року було закладено на Руських фільварках кам'яну церкву. Її будівництво закінчено працями і турботами колишнього священика на Руських фільварках Мойсея Дороновича і освячено 22 жовтня (3 листопада) 1861 року — рівно через тиждень після освячення Георгіївської церкви на Польських фільварках. Це кам'яна п'ятибанна церква, також на честь Покрови Пресвятої Богородиці. Збудували її не на колишньому цвинтарі, а на новому місці, вище від колишнього цвинтаря і ближче до Нового плану.

## Мережа вулиць
Каркас вулиць власне Руських фільварків утворюють Річна (вздовж лівого берега Смотрича), Нагірна (піднімається від Річної на південний схід) і Франка (продовжує Нагірну на південний схід; первісно — Велика Покровська).
Центром власне Руських фільварків є Покровська (Покрови Пресвятої Богородиці) церква та Покровський майдан біля неї (нині без назви). Від Нагірної відходять вулиці 8 Березня (раніше Покровський провулок), Кренкеля (раніше не мала назви) та Люби Берлін (раніше Віттовська). Від вулиці Франка (в межах власне Руських фільварків) відходять вулиці Леваневського (раніше Татарська), Середня, Дачна (раніше Мала Покровська), Водоп'янова (раніше Перший Безіменний провулок), Каманіна (раніше Торгова), провулок Шевченка. В глибині півострова розташувалися вулиця Ляпідевського та провулок Дороніна (раніше Татарський і Середній провулки).
Буфер між Руськими фільварками та Новим планом — це квартали Руських фільварків, які зістиковують їх із Новим планом. Утворюють у плані прямокутник, обмежений південними частинами вулиці Шевченка (колись Друга Бульварна) та проспекту Грушевського (колись Третя Загородня), західною частиною вулиці Годованця (колись Садова) та повністю вулицею Південною. Через буфер проходять вулиці Івана Франка (колись Велика Покровська) та Лесі Українки (колись Друга Петербурзька). У буфері лежать вулиця Слєпньова (колись Жандармська), провулки Слєпньова, Прорізний, Ківільші (раніше Проектний), Загородній.
Із вулиці Івана Франка в долину Смотрича ведуть Руськофільварецькі сходи, збудовані в XIX столітті. Вони, відповідно до ухвали Хмельницького облвиконкому від 4 вересня 1982 року, є пам'яткою архітектури та містобудування місцевого значення. 1983 року сходи відреставровано (виконроб Олексій Козаков) .

## Інфрастуктура
На Руських фільварках за адресою Франка, 30 було збудовано медико-санітарну частину заводу «Електроприлад». У комплекс входили чотириповерхова поліклініка на 375 (за даними Василя Стринадка) чи 600 (за даними Галини Данчук) відвідувань у зміну, п'ятиповерховий стаціонар на 120 ліжок (неврологічне та кардіологічне відділення). Поліклініку відкрито 1 лютого 1988 року. Вона, згідно з ухвалою міськвиконкому від 9 листопада 1987 року, стала обслуговувати жителів таких мікрорайонів: Центральний (південна частина до вулиці Уральської включно), Східний, Руські фільварки, Старе місто, Підзамче, селище цукрового заводу — всього 20 тисяч мешканців . Стаціонар відкрито в березні 1988 року. 1992 року на базі медсанчастини відкрито перший у місті та Кам'янець-Подільському районі фітобар .
Стаціонар згодом став міською лікарнею № 2, на базі якої 15 вересня 2005 року ухвалою сесії Кам'янець-Подільської міської ради було створено центр «Довголіття» для медико-соціальної реабілітації пенсіонерів та інвалідів війни й праці зі спеціальним відділенням для їх тимчасового перебування. Тоді ж директором і головним лікарем новоствореного центру став Валентин Тимофійович Грубляк.